# D̂
Cette page contient des caractères spéciaux ou non latins. S’ils s’affichent mal (▯, ?, etc.), consultez la page d’aide Unicode.
D̂ (minuscule : d̂), appelé D accent circonflexe, est un graphème utilisé dans la romanisation ISO 9 de l’alphabet cyrillique. Il s’agit de la lettre D diacritée d'un accent circonflexe.

## Utilisation
Dans la romanisation ISO 9 de l’alphabet cyrillique, ‹ d̂ › est utilisé pour translittérer la lettre dzhé ‹ џ ›.

## Représentations informatiques
Le D accent circonflexe peut être représenté avec les caractères Unicode suivants (latin de base, diacritiques) :
| forme     | représentation | chaîne de caractères | point de code | description                                              |
| --------- | -------------- | -------------------- | ------------- | -------------------------------------------------------- |
| capitale  | D̂              | D◌̂                   | U+0044 U+0302 | lettre majuscule latine d diacritique accent circonflexe |
| minuscule | d̂              | d◌̂                   | U+0064 U+0302 | lettre minuscule latine d diacritique accent circonflexe |

## Sources
- (en) Transliteration of Serbian, Cyrillic script, 2.0, 13 janvier 2007 (lire en ligne)
- (en) Transliteration of Macedonian, Cyrillic script, 2.2, 8 février 2008 (lire en ligne)